# 幕末機関説 いろはにほへと
『幕末機関説 いろはにほへと』（ばくまつきかんせつ いろはにほへと）は、2006年10月6日から2007年4月6日（配信開始日基準）までインターネットによる動画配信サイト・GyaOにて公開された、日本の連続オリジナルアニメ（Webアニメ）作品である。全26話。

## 概要
本作は『アルジェントソーマ』を手がけたサンライズ第7スタジオが母体となって製作されている。『リーンの翼』・『FLAG』などと同様、近年テレビ局で放送する事を主目的としない商業アニメーション作品で増えつつある、ネットで初めて一般公開する形態を採用している。GyaOでこの様な配信体制を採るのは初めての事である。
配信期間は1話につき2週間。毎週金曜日の正午に1話ずつ更新されていた。なお、2007年のゴールデンウィークには、全話が再配信されていた。
「本格時代劇」をコンセプトとした作品で、その一環として、本作では剣戟のアクションをリアルに描くため、アニメ作品としては異例の殺陣指導が入っている。殺陣の監修は全日本剣道連盟居合道五段を持つ剣豪作家の牧秀彦。
牧は自ら剣術の基本的な動きのサンプルを撮影し、シナリオ会議にも参加。そこで出されたアイデアを元に描かれた絵コンテのチェックをし、さらに作画・演出スタッフとの打ち合わせを経た上で、シーンの作画が行われた。時にはスタジオに常備された模擬刀で実際に動きを教えることもあったという。牧は本作でのアクションシーンについて、「殺陣（剣術）と技斗（格闘）を合わせた、新しいスタイルの殺陣を生み出すことができた」と語っている。
インターネット配信主体で展開されてきた本作だが、2011年1月28日より初めてテレビ放送されることが決定した。放送局は、CS放送のアニメ専門局「アニマックス」。

## ストーリー
時代の転換期に現れ、世に混沌をもたらすと言われる「覇者の首」。それは古来秦より伝わり、覇権を望む者達に争いの火種を遺して来た。
時は巡り激動の幕末。異国色が芽吹きつつある横濱の地に、一人の剣士の姿があった。彼の名は秋月耀次郎。霊剣「月涙刀」を有し、彼の首の封印を天命とする「永遠の刺客」と呼ばれる者である。かつては坂本龍馬の用心棒を務めながらも、彼を救えなかった事を深く悔いる耀次郎は、心に癒えぬ傷を負ったまま一人幕末に蘇った「覇者の首」を追っていた。
彼は喧嘩に巻き込まれそうになった子供を助けた事で、「仇討ち」を本懐とする旅芝居一座と出会う。一座の仇敵・中居屋重兵衛、彼が手にする「覇者の首」。そして首を追う耀次郎。様々な思惑と陰謀が渦巻く中、耀次郎と一座は首を巡る激動の渦に巻き込まれていく。

## 登場キャラクター
作中のナレーションは津嘉山正種が担当。DVD特典映像などでは遊山赫乃丈役の佐藤利奈がナレーションを務めている。

### 主要人物
秋月耀次郎（あきづき ようじろう）
声 - 浪川大輔
本作の主人公。霊剣「月涙刀（げつるいとう）」を有し、「覇者の首」封印を天命とする「永遠の刺客」。17歳。
非常に寡黙な青年であり、礼儀正しいが愛想が無く滅多に表情を崩さない。他人に対して頑なであり、自らが背負った使命も苦悩も内に抱え一人首の行方を追っている。しかし、全く冷たい人間かというと、そういうわけでもなく、共に旅をすることになった赫乃丈に対して（不器用ながらも）多少の気遣いを見せたり、孤児の兄弟に対してさりげなく握り飯を与えてやるなど、時には優しい一面ものぞかせる。
幼少の際に高麗の里を訪れ（出身自体は別の模様）、帯刀新左衛門の元で剣を学ぶ。流派は海天藍真流（かいてんらんしんりゅう）。一時は沖田総司と同じ道場にも身を置いた。首の気配を追い京都に赴いた際に坂本龍馬と出会い、彼の申し出と彼を巡る首の気配を受けその用心棒を務めるが、暗殺の魔手から彼を守る事が出来ず、それが元で心に深い傷を抱えている。
その後、坂本龍馬暗殺犯の嫌疑を掛けられ拘留されるも解放され、龍馬を巡る人々の前から人知れず行方を眩ませ一人首を追い横浜の地を訪れる。横浜では利害関係から遊山赫乃丈一座の用心棒として一座に同行するが、一座の戯作者・茨木蒼鉄が中居屋より奪い去った「覇者の首」を追い、一度一座とは袂を分かつ。しかし蒼鉄の思惑により江戸で再び一座と再会。赫乃丈より龍馬の妻おりょうから託された、龍馬の言葉を受け取った。
覇者の首が榎本武揚に憑依してからは、それを追って北へと向かい、一時期は赫乃丈と共に旅をしていた。しかし、松島湾において、覇者の首まで後一歩と迫った所で、覇者の首の影響を受けた赫乃丈に背中を切られ、その後は袂を分かつこととなる。
蝦夷へと向かった後は蝦夷共和国から追われる身となったが、覇者の首に疑念を抱く土方歳三により匿われる。その土方の死後に五稜郭へと突入。守護霊と化した旧幕府軍の兵士達を退けた後、赫乃丈と対峙、終始優位に戦いを進め、赫乃丈を正気へと戻すことに成功。彼女から陽の小太刀を託される。その後、榎本から離脱した覇者の首に自らを取り憑かせた蒼鉄と最終決戦を繰り広げ、死闘の末に勝利。離脱した覇者の首封印という宿命を遂に達成したと同時に、立場は違えど自身と同じく逃れられない宿命を背負っていた蒼鉄をそれから解放したことにもなった。その蒼鉄の臨終の際に坂本龍馬の志を継ぐ、もしくは継げるのは耀次郎自身であることを告げられる。そして、エピローグにおいては坂本龍馬の志を受け継ぎ、日本を旅立っていった。
なお、赫乃丈の想いを知ってか知らずか、平時の彼女に対する態度は素っ気無い。しかし幾度も彼女の窮地を救っており、赫乃丈とは浅からぬ縁で結ばれている。
遊山赫乃丈（ゆやま かくのじょう）
声 - 佐藤利奈
本作のヒロイン。赫乃丈一座の座長で、また女形として活躍する一座の人気役者。16歳。
女性であることを隠し、舞台の外では男装している。元は長崎の裕福な商家の一人娘だったが、安政の大獄に際して中居屋の謀略により両親を殺され、財産も失う。番頭だった座頭や不知火小僧と共に仇討ちを本懐とし、旅芝居を続けながら仇敵の行方を追う。実は耀次郎と同じく高麗の里に引き取られた孤児の1人で、幼い頃の彼と面識があった。
中居屋の刺客との戦いで耀次郎に何度も命を救われ、次第に惹かれていく。おりょうの言葉もあって復讐を果たした後は耀次郎に付き従うことを決める。しかし、「陽の小太刀」の担い手となると、その宿命から無意識に「覇者の首」を守る行動を取り、永遠の刺客である耀次郎に刃を向けてしまう。物語後半は、2本の月涙刀の宿命として想い人との戦いを強いられる運命を辿る。
物語前半、中居屋の刺客達と戦いながら蒼鉄の筋立てや耀次郎の助けを借りて、横浜・薩摩屋敷で念願の復讐を果たす。目的を果たして一座を解散しようとするも、蒼鉄の台本で中居屋が生きていることを知って再び品川に結集。品川沖の戦いを経て、今度こそ中居屋を仕留める。
物語後半、復讐を果たして女性としての姿を取り戻し、耀次郎の後を追って東北へ入る。耀次郎と旅を続ける道中、日光東照宮に封印されていた月涙刀「陽の小太刀」の担い手となる。耀次郎と「覇者の首」の戦いが始まると、陽の小太刀の持ち主として首を守るため、無意識に耀次郎を斬ってしまう。その後、そのショックや蒼鉄の言葉もあって、「覇者の首」を守ること（すなわち蝦夷共和国を守ること）を自身の宿命と考え、蝦夷共和国に組する。最終盤、五稜郭の戦いでも耀次郎の前に立ちふさがるが、戦いの途中で正気に戻り、陽の小太刀を耀次郎に託す。
全てが終わった後、耀次郎と高麗の里に赴き、そして世界を見るため旅立つ耀次郎を見送る。
茨木蒼鉄（いばらぎ そうてつ）
声 - 井上和彦
赫乃丈一座の座付き戯作者。艶やかな長髪の美貌の男で、剣術の腕も立つ。
自ら申し出て赫乃丈一座の戯作者となり、以後、事実を交えた復讐劇などの新作芝居で一座の名を広める。一座の中居屋への復讐にも手を貸す一方で、幕府軍と新政府軍の戦いに関与したり、「覇者の首」を狙うなど謎の多い人物として描かれる。「覇者の首」については聖天並に詳しい。その行動は一座を利用していたともとれるが、彼らからの信頼は厚かった。
物語前半においては、赫乃丈一座を支援し、中居屋との戦いの筋道を立てる。そして薩摩屋敷の戦いの混乱に乗じて「覇者の首」を奪取するとそのまま行方をくらませる。首を追う耀次郎、神無等の追跡を巧みに交わしながら、品川沖の戦いを演出し、榎本に首を取り憑かせる。
物語後半は榎本に付き従って東北戦争、箱館戦争に関与し、榎本の名代として奥羽越列藩同盟の会合にも顔を出す。歴史の戯作者として蝦夷共和国を演出し、土方や月涙刀「陽の小太刀」を持つ赫乃丈、そして神無を味方に引き入れる。耀次郎にも説得を試みるが、耀次郎は「永遠の刺客」としてこれに応じず、最後の戦いへと繋がる。最期、「覇者の首」を自身に憑かせて耀次郎との一騎討ちに臨むが、敗れ、自身の500年に渡る宿命を絶ってくれた耀次郎に感謝し、坂本龍馬の志を継ぐのは（もしくは継げるのは）耀次郎であるという旨を伝え、息を引き取り、宿命に翻弄され続けた生涯に幕を下ろした。
その目的や出自は作中で判然とせず、赫乃丈一座に助力した理由も特に明かされない。中盤では榎本に「覇者の首」を憑依させ「自分は歴史の戯作者になる」といったフィクサーのような言動が目立つが、最終的には自らに「覇者の首」を憑依させ、これを宿命と述べている。また「世界に冠たる真の国家を」といった開明的な言動がある一方で南朝の復権を目指していたとも見えるシーンがある。
神無左京之介（かんな さきょうのすけ）
声 - 鳥海浩輔
パークスの側に付き従う隻眼で拳銃使いの青年。英国海軍中将である父と元遊女の日本人の母を持つハーフ。18歳。
パークスの命令を受けて「覇者の首」を奪取するべく暗躍し、同じく首を追う耀次郎としばしば相対する。物語前半は、表向き勝や中居屋の護衛として活動し、後半はパークスが呼び寄せた英国軍特殊部隊のリーダーとして首が憑依した榎本を追う。しかし、終盤、後述する母親に関するトラウマから蝦夷共和国に組する。
母は吉原の遊女で、幼い頃は日本に住んでいたが同年代の子供達から迫害を受ける。その後、母と共に英国へ渡るが、境遇は変わらず、さらに母親が男と逃げてしまう。右目の眼帯は、母を乗せた馬車を追った時に馬車が蹴り上げた石が目に当たり失明したからである。それが深いトラウマとなっているが、現在も母親の肖像写真が入った懐中時計を大事に身につけている。関連して赫乃丈に母親の面影を見出しており、これが耀次郎との確執の一因ともなっている。
終盤、榎本を暗殺するべく特殊部隊を率いて函館五稜郭に潜入するが、「覇者の首」や蒼鉄に母親のトラウマを掘り返され錯乱状態に陥り、クイーンを射殺。そこで既に蝦夷共和国の一員となっていた赫乃丈に母親の面影を見出し、以降、蝦夷共和国に寝返る。榎本を怪しみ裏切ろうとした土方を粛清するが、最期は耀次郎との決闘の末に致命傷を負い、命を落とす。
所有する銃は二丁のレミントン・ニューモデルアーミー・コンバージョン。シリンダーごと弾丸を交換出来る様調整されており、パーカッション式拳銃の欠点である装弾時のタイムロスが解消されている。また、サイドアームとしてレミントン・ダブル・デリンジャーを袖口に仕込んでいる。

### 赫乃丈一座
遊山赫乃丈率いる旅一座。座付き戯作者である茨木蒼鉄の事実を基にした新作芝居で人気が高い。赫乃丈ら主要メンバーは、かつて襲われた長崎の商家の関係者で、一座の目的もその仇敵を捜し、仇討ちすることにある。
遊山赫乃丈（ゆやま かくのじょう）
上記を参照。
茨木蒼鉄（いばらぎ そうてつ）
上記を参照。
座頭（ざがしら）
声 - 長嶝高士　
一座の運営を切り盛りし、自ら舞台にも上がる一座の頭。役者名は市村雁雀。
元は赫乃丈の生家に仕えていた番頭であり、幼い赫乃丈を守り、以後彼女の親代わりとして彼女の側に付き従って来た。仇討ちを本懐としながらも、第一には赫乃丈の身を案じている。
不知火小僧（しらぬいこぞう）
声 - 諏訪部順一
一座の花形役者であり、二枚目の伊達男。舞台でも赫乃丈と共に主役を演じる事が多い。しかし女好きのお調子者であり、性格的には二枚目半を演じる事が多い模様。役者名は遊山清十郎。
結婚している女性の浮気相手をする間男だったが、女性の十手持ちの夫に不義密通がばれてしまい、怒った夫は妻を殺し、その罪を不知火に被せ凶状持ちにしようとしていた所を、蒼鉄の芝居に救われた経緯から、以後一座と行動を共にして来た。中居屋との確執には直接関わりが無いが、情に厚く一座の仇討ちを親身になって助力する。
琴波太夫に想いを寄せており、彼女が妓楼を離れ店を構えてからも、足繁く彼女の元に通っている。
恵比須の頭巾（えびすのずきん）
声 - 矢部雅史
全身を包帯と鬘で覆った不気味な容貌の少年。役者名は市村鳶助。
元は赫乃丈の生家に丁稚奉公していた過去を持ち、彼女の両親からは赫乃丈同様に可愛がられ暮らしていた。中居屋の放った暗殺者が彼女の生家を襲撃した際、赫乃丈を庇い全身を炎に焼かれてしまう。包帯の下には今も生々しい火傷の痕が残っており、中居屋を始めとする一連の人物達には、一座の中でも並々ならぬ憎悪を抱えている。その為、作中では怒りの感情を前面に出した言動が多かった。江戸での「覇者の首」争奪戦の際、一人中居屋を追い詰めたものの、英国軍の砲撃に巻き込まれ死亡した。
彼が身に付けていた額当ては、血塗れのまま耀次郎から赫乃丈へと手渡された。赫乃丈への想いは幼少から強かったらしく、或いは彼女に想いを寄せていた事も伺わせる。
作中では、自身の過去を演じた際一度だけ素顔を晒し舞台に上がった事がある（顔半面は無事だったらしく、長い前髪で片目を隠し演技した）。
案山子の恵信（かかしのけいしん）
声 - 乃村健次
気は優しくて力持ちを体現するかの如き男。役者名は市村海斗。
琉球空手の達人であり、類い希な怪力で一座の雑用も担っている。紅丸とこばこの両親は辻斬りに殺されるが、辻斬りの正体はさる藩の目付の放蕩息子であり、案山子は仇としてつけ狙っていたが、蒼鉄の芝居により目付の息子は罪が世に知られてしまい、父と供に切腹させられるという形で救われた過去を持ち、以後一座と行動を共にする。子供好きらしく、紅丸とこばこの面倒は主に彼が引き受けている。
紅丸（べにまる）
声 - 小桜エツ子
赫乃丈一座に拾われた孤児であり一座の最年少。幼いながらも、一座の旗揚げにはビラ配り等を手伝い一座の一翼を担っている。耀次郎に救われてから、彼を「お侍さん」と呼び慕っている。
こばこ
声 - 松岡由貴
赫乃丈一座に拾われた孤児であり一座の子役。主には紅丸と行動を共にし旗揚げや宣伝の際に活躍している。紅丸と共に耀次郎に救われた事が縁で彼と一座を引き合わせ、彼女もまた寡黙な耀次郎に懐いている。

### 高麗の里（こまのさと）
武州（現在の埼玉県）の山奥にある、耀次郎の故郷。「覇者の首」の封印・廃棄の命を始皇帝より受け、徐福とともに日本に渡ってきた童男童女の末裔が多く暮らし、「月涙刀」を代々受け継ぎ守ってきた。そのため、「覇者の首」に関わる秘密や秘術を多く有している。
なお、高麗の里は架空の地名ではなく高麗郡として現在の埼玉県日高市周辺に実在していた。日高市にある高麗神社はその時の名残を残しており、このアニメに取材協力をしている。
秋月耀次郎（あきづき ようじろう）
上記を参照。
高麗の聖天様（こまのしょうてんさま）
声 - 八木光生
武州は高麗の里に住む老人で、耀次郎に「月涙刀」と「覇者の首」封印の使命を託した人物。かつて「覇者の首」封印の命を受け日本の地を訪れた徐福の供の末裔であり、首とそれを巡る事象に造詣が深い。
かなりの食道楽であり、それをネタに新左衛門の憂いを煙に巻く事もしばしばある。常に楽天的な言動を見せながらも、新左衛門と共に里の中から耀次郎の安否を気遣っている。
帯刀新佐衛門（たてわきしんざえもん）
声 - 松本大
海天藍真流師範代であり、耀次郎の剣の師に当たる。
聖天様の従者を務め、常に彼に付き従い、同時に家事全般をこなしている。非常に実直な性格で事ある毎に耀次郎と首の行方を憂いており、高麗の里で茨木蒼鉄と対峙しこれを逃した際には、蒼鉄の後を追い里を離れようとする等の行動も見せている。
一方で漬け物を切り損なったまま食卓に出したり、聖天様の食道楽で話をうやむやにされてしまう等の一面も併せ持つ。

### 中居屋
赫乃丈一座が追う仇敵で物語前半における敵役。
中居屋重兵衛（なかいや じゅうべえ）
声 - 小村哲生
実在の人物。横浜裏社会を牛耳る武器商人。謀殺されたと見せかけ、影で勢力を拡大していた。赫乃丈一座の真の仇。「覇者の首」の所有者であるための恩恵か、1度死んだと思われたが再度復活を遂げる。しかし、首が榎本に憑依したことでその恩恵は失われ、恵比須と共に英国軍の砲撃によって海に沈んだ。
針尾玄藩（はりお げんば）
声 - 杉野博臣
中居屋の刺客。10年前に赫乃丈の両親を殺害した男。「闇のオークション」の際に河井継之助を護衛していたが、赫乃丈に見つかり、後に仇討ちされる。古流剣術「地割剣」の使い手。
雑賀孫蔵（さいが まごぞう）
声 - 麻生智久
中居屋の刺客。戦国時代の鉄砲集団「雑賀衆」の末裔で銃の扱いに長けている。中居屋から赫乃丈の暗殺を依頼されるも苦戦。最後は舞台に上がり役者に成りきりながら暗殺を遂行しようとしたが、耀次郎によって倒される。
鴉丸九郎太（からすま くろうた）
声 - 尾形雅宏
中居屋の刺客。「覇者の首」の呪いによって「守霊鬼」となり赫乃丈一座を襲うが、耀次郎によって倒された後真相を伺おうとするも、左京之介に撃たれる。「鴉丸流古具足」の使い手。
劉火袁（りゅう かえん）
声 - 志賀克也
中居屋の刺客。「覇者の首」の呪いによって「守霊鬼」となり赫乃丈一座を襲うが、耀次郎によって倒される。「火袁流青龍刀」の使い手。
蜂須賀彦斉（はちすか げんさい）
声 - 石川ひろあき
中居屋の刺客。「覇者の首」の呪いによって「守霊鬼」となり赫乃丈一座を襲うが、耀次郎によって倒される。「蜂須賀二刀流」の使い手。

### 徳川幕府・奥羽越列藩同盟
勝海舟（かつ かいしゅう）
声 - 樫井笙人
実在の人物。幕府軍事取扱。坂本龍馬の師であり、龍馬の死後も彼の用心棒をしていた耀次郎のことを何かと気にかけている。赫乃丈一座の芝居を気に入っているようで、琴波や新門、パークスなどを連れて良く観劇に来ている。
大政奉還後は政治の中枢から離れているが、耀次郎を函館に送るために西郷に掛け合う。
新門辰五郎（しんもん たつごろう）
声 - 坂東尚樹
実在の人物。浅草の侠客の元締めで、町火消「を組」の頭領。娘が徳川慶喜の妾になった為、幕府側の勝海舟との親交があった。遊山赫乃丈一座の品川での舞台に手を貸す。
沖田総司（おきた そうじ）
声 - 竹若拓磨
実在の人物。新選組一番隊長。佐藤道場で幼き日の耀次郎と手合わせした過去を持ち、最期は耀次郎の腕に抱かれながら、土方への遺言を残し息を引き取る。
なお、史実では沖田は近藤勇の死を知ることの無いまま世を去るが、本作においては耀次郎からその事実を知らされている。

### 新政府軍
西郷隆盛（さいごう たかもり）
声 - 杉野博臣
実在の人物。新政府軍参謀を務める薩摩藩の藩士。薩摩屋敷にて勝海舟との会合中、「覇者の首」に触れ一時錯乱状態となる。
黒田了介
声 - 稲葉実
実在の人物。新政府軍蝦夷討伐隊総督。長州藩主導の政権に反発しての蝦夷共和国側転向を装い、蝦夷共和国艦隊を宮古湾におびき寄せる（史実では宮古湾海戦と呼ばれる甲鉄襲撃事件）。

### 蝦夷共和国
榎本武揚（えのもと たけあき）
声 - 中多和宏
実在の人物。幕府の海軍総督。後半、「覇者の首」に取り憑かれ、蝦夷共和国を設立する。
品川沖で「覇者の首」に取り憑かれ、一路箱館を目指す。奥羽列藩同盟との会合の後、蝦夷共和国の設立を宣言し、蝦夷共和国総裁となる。
「覇者の首」憑依後には、チーム神無や土方などを始めとする普通の人間の攻撃の一切を受け付けない存在となる。終盤、耀次郎が赫乃丈を正気に戻し、「覇者の首」が榎本の身体から離脱し、榎本自身は気絶した。
茨木蒼鉄（いばらぎ そうてつ）
上記を参照。
土方歳三（ひじかた としぞう）
声 - 檜山修之
実在の人物。新選組副長。過去に耀次郎と京都にて親交があり、会津戦争の最中（時期的には白虎隊自刃の直前）に再会する。
箱館戦争において獅子奮迅の活躍を見せるも、覇者の首に対して反旗を翻した故に神無により射殺される。なお、史実においては流れ弾を被弾して死亡したとされている。
高松凌雲（たかまつ りょううん）
声 - 遠藤守哉
実在の人物。医師。史実と同様に榎本らと合流し、箱館に病院を構えている。
市村鉄之助（いちむら てつのすけ）
声 - 進藤尚美
実在の人物。土方歳三の小姓。土方から病院に収容された赫乃丈の世話を命じられる。
史実と同様に箱館を脱出し、土方の故郷である日野へと向かっている。
ジュール・ブリュネ
声 - 広瀬正志
実在の人物。フランス陸軍砲兵中尉。フランスよりの軍事顧問団の一員。幕府崩壊の折、部下とともに脱走。「開陽丸」に乗り込み榎本武揚ら旧幕府軍と合流、軍事顧問として従軍する。
作中では五稜郭陥落の直前に箱館を脱しているが、これは史実と同様である。

### 英国
H･S･パークス
声 - 西村知道
実在の人物。英国駐日公使兼総領事。
英国の国益のため、倒幕派の薩長を支援しつつ、裏では幕府の勝とも関係を結ぶ。さらに「覇者の首」を手に入れるため、中居屋とも関係を持つが、物語後半は、手に入らないならと、ナイトら呼び寄せた特殊部隊に首の破壊（後に、首が憑依した榎本の暗殺）を命じる。常に英国の国益を第一に考え、故に任務を達成できない神無のことを「信ずる物を持たぬ」と指摘している。
神無左京之介（かんな さきょうのすけ）
上記を参照。

#### 英国軍特殊部隊
パークスに「覇者の首」の破壊を命じられた特殊部隊。元は普通の軍人であったが、その高い能力により戦場で人を殺しすぎたため部隊内で孤立し、特殊部隊として集められた経緯がある。それぞれがコードネームで呼ばれ、固有の特殊な武器を用いる。松島湾に停泊中の開陽丸での榎本暗殺に失敗（その際、メンバーの1人であるルークが死亡）し、パークスに見捨てられ、最終的に榎本暗殺のために独自で五稜郭に潜入するが、ナイトは土方、ビショップは蒼鉄に敗れ、クイーンが錯乱状態となった神無に射殺された為、神無以外のメンバー全員（ルークは除く）が死亡。神無も蝦夷共和国に寝返ったため、部隊は壊滅した。
日本での本格的な任務開始に際して、神無がリーダーとなる（一部、公式サイトなどではチーム神無と表記されている）。
ナイト
声 - 上別府仁資
ロングソードを得物とする中年の男。4人の中では最年長でリーダーのように振舞う。
榎本暗殺のために五稜郭に潜入する。騎士として、武士である土方との対決を望み、一騎討ちの末、命を落とす。蒼鉄はその最期を「天晴れ」と称える。
ビショップ
声 - 松本大
爆発物の扱いに長けた偉丈夫。複数の爆弾を所持し、それをメインの武器とするが、接近戦においてはダガーを用いる。
五稜郭内で蒼鉄と戦うものの、地の利と罠を最大限に活かした蒼鉄の前に敗れ、死亡。
ルーク
声 - 矢部雅史
短剣の使い手で赤毛の少年。生意気な性格。腰のベルトに同型の短剣を複数装備しており、斬撃や刺突の他、投擲も行なう。クイーンの双子の兄。
榎本暗殺のため、松島湾に停泊中の開陽丸に突入し、榎本に最接近する。しかし、覇者の首に取り憑かれた彼に気圧され、その隙を突かれて背後から刺殺される。メンバーの中で最初の死亡者となる。
クイーン
声 - 川上とも子
ボウガンの使い手で赤毛のメガネの少女。ルークの双子の妹で彼同様性格は少し生意気。
五稜郭に潜入し、榎本の命を狙うが、覇者の首によって攻撃が一切通用せず、恐慌状態に陥る。そして逃亡を図るが、自分を捨てた母に逃げ出した彼女を重ねた神無に射殺される。彼女の死後、神無が蝦夷共和国に寝返っており、彼女の死により、英国軍特殊部隊は実質的に壊滅した。
兄のルークの死は大きなショックを与えることとなり、恐慌状態に陥った一因でもあった。

### 坂本龍馬
坂本龍馬（さかもと りょうま）
声 - 山寺宏一
実在の人物。「覇者の首」の気配を感じて乗り込んできた耀次郎を気に入り、以後自分の用心棒として雇い入れる。「覇者の首」に付け狙われながらも憑依を許さなかった稀有な精神力の持ち主であり、死後もその気質によって耀次郎に大きな影響を与える。
おりょう
声 - 檀れい
実在の人物。坂本龍馬の妻。龍馬の生前の言葉を耀次郎に伝えるために赫乃丈一座を訪れ、最後はその伝言を赫乃丈に託す。

### その他の史実の人物
名前だけ登場した者、史実通りの動きでストーリーに大きく関わっていない者などをここに上げる。
山岡鉄舟（やまおか てっしゅう）
声 - 大川透
勝海舟の密書を駿府の新政府軍に届ける途中、蒼鉄の襲撃を受け密書を奪われそうになる。しかしその直後地震が発生し、それに救われた形となる（地すべりで東海道が寸断され官軍は停滞を余儀なくされる）。
益満休之助（ますみつ きゅうのすけ）
声 - 天田真人
山岡と共に駿府へ向かう。上野戦争で戦死。
有栖川宮熾仁親王（ありすがわのみやたるひとしんのう）
新政府軍の総督。
大村益次郎（おおむら ますじろう）
声 - 河口博
上野戦争で新政府軍を指揮した軍師。火吹き達磨と渾名される。
河井継之助（かわい つぎのすけ）
声 - 大西健晴
長岡藩の家老。藩を守るため「闇のオークション」にてガトリング砲を落札。オークションの際は針尾玄藩に護衛を任せていた。北越戦争で足に傷を負い死亡。
相馬主計（そうま かずえ）
声 - 森貞文則
島田魁（しまだ かい）
声 - 乃村健次
荒井郁之助（あらい いくのすけ）
声 - 中博史
蝦夷共和国海軍奉行。内通している新政府の黒田了介に、新政府軍旗艦ストーンウォール号（甲鉄）を見返りにした亡命を依頼される。
トーマス・ブレーク・グラバー
声 - 大川透

### その他
琴波（ことは）
声 - 園崎未恵
横浜遊郭の妓楼「石鶴楼」随一の呼出し花魁。勝やパークスなどの要人にも顔が利き、よく自分の部屋を密議の場として提供していた。「石鶴楼」が焼失した後は、横浜にカフェを開くが、やがてそれも閉め、歴史の転換を見るべく函館へと向かう。
茨木蒼鉄とは浅からぬ仲のようで、事あるごとに彼への便宜を図っている。

## 作中用語
覇者の首
歴史の転換期に必ず現れ、人の世に騒乱と混乱を巻き起こすとされる存在。また、これを手中にした者には「天下」が与えられるという。外見は文字通り「首」であり、秦の始皇帝に弓を引き斬首された男の怨念によって、切り落とされた首に力が宿ったとされる。初代「永遠の刺客」によって封印された後、徐福によって日本へと渡る。
月涙刀
徐福によって「覇者の首」を封印するための呪文を込め鍛えられた霊刀。始皇帝の命により、首封印のため日本国を訪れた徐福と三千人の童男童女、その子孫の中でも特に手練れと言われた者にのみ伝えられてきた。「覇者の首」を探索する力を帯び、「首」を前にすると、その刃先に涙が伝う。
もっとも、ただ「永遠の刺客」によって「覇者の首」を切り封じれば封印できるというものではないらしく、それ以外にも何らかの条件が必要なようであるが、耀次郎はそれを伝えられていなかったようである。
首を封印するための“陰の大太刀”と、その封印の解除を防ぐための“陽の小太刀”の二振りが存在し、作中ではそれぞれ耀次郎と赫乃丈が所持している。
五稜郭にて耀次郎が赫乃丈と戦い、正気を取り戻させて、“陽の小太刀”は赫乃丈から耀次郎に託され、耀次郎が所持した状態で蒼鉄との最終決戦や「覇者の首」封印を経て、高麗の里に戻された。
永遠の刺客
霊刀・月涙刀の使い手として「覇者の首」の力の封印を宿命づけられた存在。この「永遠の刺客」と「覇者の首」の対立を中心に歴史は変革してきたという（題にもある「歴史機関説」とはこの概念をさす）。
徳川家康もまた永遠の刺客だったとされ、本作において日光東照宮は、大坂の役で封印した首を封じておく場所としての性質を帯びていた。
獬豕紋徐福之器（がいちもんじょふくのうつわ）
中国は秦の時代、始皇帝より「覇者の首」封印の命を受けた神仙方士・徐福が、「首」を蓬莱国（日本）に廃棄する際に運搬用に用いたとされる壺。その製造法は現在では「高麗の里」にしか残されていないという。茨木蒼鉄の依頼によって、高麗の里で再び製造された（なお、この際窯の職人たちは蒼鉄の依頼自体は訝しむこと無く受けており、高麗の里の住人であれば誰でも「覇者の首」について多少の知識があるというわけではないようだ）。
幻影兵士
壺から出現する煙状の兵士。海や井戸からも出現したことがある。物理的に斬り捨てることは出来ないが、火に弱い。
手毬歌
よく赫乃丈が口ずさむ手毬歌（第21話より）。捨て子の心情を歌った内容。耀次郎もこの歌を知っており、月涙刀と同じく二人の接点となっている。なお、2人がこの歌を知っている理由は、両者が共に幼少期を高麗の里で過ごしたため。

## スタッフ
- 原作 - 矢立肇、高橋良輔
- 総監督 - 高橋良輔
- チーフディレクター - 大橋誉志光
- シリーズ構成 - 宮下隼一
- キャラクターデザイン - コザキユースケ
- 美術監督 - 河野次郎、鈴木恵美
- 色彩設計 - すずきたかこ
- 殺陣/時代考証 - 牧秀彦
- 撮影監督 - 野村達哉
- 編集 - 野尻由紀子
- 音楽 - 深澤秀行
- 音響監督 - 藤野貞義
- 音楽プロデューサー - 野崎圭一、眞野昇
- プロデューサー - 松村圭一、森本浩二
- 製作 - サンライズ、バンダイビジュアル

## 主題歌
オープニングテーマ「荒野流転」（最終話を除く）
歌・演奏 - FictionJunction YUUKA / 作詞・作曲・編曲 - 梶浦由記
エンディングテーマ「愛の剣」
歌・演奏・編曲 - TAKAKO & THE CRAZY BOYS / 作詞・作曲 - 白井貴子
挿入歌「涙」
歌 - 石川智晶 / 作詞・作曲 - 石川智晶 / 編曲 - 西田マサラ

## 各話リスト
| 放送開始日     | 話数 | サブタイトル     | 脚本         | 絵コンテ          | 演出       | 作画監督 |
| -------------- | ---- | ---------------- | ------------ | ----------------- | ---------- | -------- |
| 2006年10月6日  | 1    | 凶星奔る         | 宮下隼一     | 大橋誉志光        | よこた和   | 恩田尚之 |
| 2006年10月13日 | 2    | 地割剣嗤う       | 宮下隼一     | 大橋誉志光 寺岡巌 | 吉村章     | 奥田淳   |
| 2006年10月20日 | 3    | 石鶴楼都々逸     | 宮下隼一     | 重田敦司          | 三好正人   | 重田敦司 |
| 2006年10月27日 | 4    | 裏疑獄異聞       | 宮下隼一     | 鈴木竜也          | 北村真咲   | 鈴木竜也 |
| 2006年11月3日  | 5    | 守霊鬼放たる     | 宮下隼一     | 寺岡巌            | 吉村章     | 高山朋浩 |
| 2006年11月10日 | 6    | 楽日燃ゆ         | 宮下隼一     | 寺岡巌            | 寺岡巌     | 深沢謙二 |
| 2006年11月17日 | 7    | 蒼鉄動く         | 宮下隼一     | 宮地昌幸          | 政木伸一   | 和田伸一 |
| 2006年11月24日 | 8    | 仇討本懐なる     | 宮下隼一     | 宮地昌幸          | 遠藤広隆   | 重田敦司 |
| 2006年12月01日 | 9    | 黒猫哭く         | 宮下隼一     | 松尾衡            | 林直孝     | 竹森由加 |
| 2006年12月08日 | 10   | 上野陥つ         | 宮下隼一     | 松尾衡            | 北村真咲   | 恩田尚之 |
| 2006年12月15日 | 11   | 一座ふたたび仮櫓 | 宮下隼一     | 宮地昌幸          | 政木伸一   | 佐久間健 |
| 2006年12月22日 | 12   | 龍馬之言伝       | 宮下隼一     | 寺岡巌            | 吉村章     | 安彦英二 |
| 2006年12月29日 | 13   | 覇者の首入魂     | 宮下隼一     | 寺岡巌            | 岩田幸大   | 奥田淳   |
| 2007年1月12日  | 14   | 北へ             | 宮下隼一     | よこた和          | よこた和   | 鈴木竜也 |
| 2007年1月19日  | 15   | 秘刀共鳴す       | 吉田伸       | 桑原智            | 遠藤広隆   | 高山朋浩 |
| 2007年1月26日  | 16   | 同行四人         | 鈴木やすゆき | 寺岡巌            | 政木伸一   | 和田伸一 |
| 2007年2月2日   | 17   | 議無用なり       | 鈴木やすゆき | 寺岡巌            | 林直孝     | 池洋浩   |
| 2007年2月9日   | 18   | 宿命哀れなり     | 鈴木やすゆき | 桑原智            | 北村真咲   | 竹森由加 |
| 2007年2月16日  | 19   | 赫逆の五芒星     | 宮下隼一     | 寺岡巌            | 吉村章     | 恩田尚之 |
| 2007年2月23日  | 20   | 波浪ありて       | 宮下隼一     | 桑原智            | 岩田幸大   | 奥田淳   |
| 2007年3月2日   | 21   | 海峡を渡る       | 吉田伸       | 遠藤広隆          | 遠藤広隆   | 安彦英二 |
| 2007年3月9日   | 22   | 北の邂逅         | 宮下隼一     | 重田敦司          | 政木伸一   | 重田敦司 |
| 2007年3月16日  | 23   | 箱館はあかく     | 鈴木やすゆき | 寺岡巌            | 三好正人   | 鈴木竜也 |
| 2007年3月23日  | 24   | 色は匂へど       | 宮下隼一     | 桑原智            | 北村真咲   | 竹森由加 |
| 2007年3月30日  | 25   | 五稜郭浮上す     | 宮下隼一     | 寺岡巌            | 遠藤広隆   | 奥田淳   |
| 2007年4月6日   | 26   | 海の向うへ       | 宮下隼一     | 大橋誉志光        | 大橋誉志光 | 恩田尚之 |

## 関連商品
DVD
- 幕末機関説 いろはにほへと 1 （1～2話収録） 発売日：2007年1月26日（初回生産分のみ封入特典として幕末スペシャルDVD同梱）
- 幕末機関説 いろはにほへと 2 （3～5話収録） 発売日：2007年2月23日
- 幕末機関説 いろはにほへと 3 （6～8話収録） 発売日：2007年3月23日
- 幕末機関説 いろはにほへと 4 （9～11話収録） 発売日：2007年4月27日
- 幕末機関説 いろはにほへと 5 （12～14話収録） 発売日：2007年5月25日
- 幕末機関説 いろはにほへと 6 （15～17話収録） 発売日：2007年6月22日
- 幕末機関説 いろはにほへと 7 （18～20話収録） 発売日：2007年7月27日
- 幕末機関説 いろはにほへと 8 （21～23話収録） 発売日：2007年8月24日
- 幕末機関説 いろはにほへと 9 （24～26話収録） 発売日：2007年9月28日

小説
- 幕末機関説 いろはにほへと （原作：高橋良輔、著：牧秀彦） 発売日：2007年4月12日 ISBN 4334742386